# Richard Hugo
Richard Hugo (21. prosince 1923 – 22. října 1982) byl americký básník, prozaík a esejista. Ve své poezii se zabýval fenoménem krajiny a jejím vlivem na osobnost básníka.

## Život
Narozen ve White Center, stát Washington. Vyrostl u prarodičů z matčiny strany. Ve druhé světové válce sloužil jako bombometčík amerického letectva v Itálii, zúčastnil se 35 bojových letů v oblasti Středozemního moře a střední Evropy. V roce 1945 odešel do civilu v hodnosti prvního poručíka.
Po válce Hugo studoval tvůrčí psaní na University of Washington, kde k jeho učitelům patřil básník Theodore Roethke (1908-1963). V roce 1952 se Hugo oženil s Barbarou Williams. Ve stejném roce začal pracovat v oddělení technické komunikace koncernu Boeing, kde působil až do počátku 60. let.
V roce 1961 Hugo vydal básnickou prvotinu Hejno štik (A Run of Jacks). V 60. letech se rozvedl a začal učit tvůrčí psaní na University of Montana. Publikoval dalších pět sbírek poezie, paměti, vysoce ceněnou příručku tvůrčího psaní a také mysteriózní detektivní román. Hugo House, centrum pro výuku a praxi tvůrčího psaní v Seattle, Washington, nese autorovo jméno.

## Dílo
- Hejno štik (A Run of Jacks, 1961)
- Smrt kapowsinské hospody (Death of the Kapowsin Tavern, 1965)
- Hodně štěstí v lámané italštině (Good Luck in Cracked Italian, 1969)
- Dáma v přehradě Kicking Horse (The Lady in Kicking Horse Reservoir, 1973)
- Co máš rád, zůstane americké (What Thou Lovest Well, Remains American, 1975)
- 31 dopisů a 13 snů (31 Letters and 13 Dreams, 1977)
- Inspirující město: Přednášky a eseje o poezii a psaní (The Triggering Town: Lectures and Essays on Poetry and Writing, (1979)
- Vybrané básně (Selected Poems, (1979)
- Správné šílenství na ostrově Skye (The Right Madness on Skye, 1980)
- White Center (1980)
- Smrt a ten dobrý život, román (Death and the Good Life, 1981)
- Opravdová ulice West Marginal Way: Životopis básníka (The Real West Marginal Way: a Poet's Autobiography, 1987)
- Ujišťuji se, že to bude pokračovat: Sebrané básně Richarda Huga (Making Certain it Goes On: The Collected Poems of Richard Hugo, 1984)